# Protoschizomus pachypalpus
Espèce
Synonymes
- Agastoschizomus pachypalpus Rowland, 1973

Protoschizomus pachypalpus est une espèce de schizomides de la famille des Protoschizomidae.

## Distribution
Cette espèce est endémique du Tamaulipas au Mexique,. Elle se rencontre vers Gómez Farías.

## Description
La femelle holotype mesure 5,3 mm. Le mâle décrit par Cokendolpher et Reddell en 1992 mesure 4,26 mm et la femelle 4,42 mm.

## Publication originale
- Rowland, 1973 : A new genus and several new species of Mexican schizomids (Schizomida: Arachnida). Occasional Papers of the Museum, Texas Tech University, no 11, p. 1-23 (texte intégral).